# Rosario Fina
Rosario Fina (né le 23 mars 1969 à San Cataldo, dans la province de Caltanissetta en Sicile) est un coureur cycliste italien. 

## Biographie
Professionnel de 1994 à 1996, Rosario Fina a été champion du monde du contre-la-montre par équipes en 1993 avec Gianfranco Contri, Cristian Salvato et Rossano Brasi.
Aujourd'hui, il est à la tête d'un magasin de cycles et d'accessoire pour cycles à Serradifalco, en Sicile, de nom : FINA Cicli.

## Palmarès

### Palmarès amateur
- 1986
  - 3e du championnat d'Italie sur route juniors
- 1987
  -  Champion du monde du contre-la-montre par équipes juniors (avec Luca Colombo, Luca Daddi et Gianluca Tarocco)
- 1991
  - Giro delle Valli Aretine
  - Coppa San Geo
- 1992
  - 2e du championnat d'Italie du contre-la-montre amateurs
- 1993
  -  Champion du monde du contre-la-montre par équipes (avec Gianfranco Contri, Cristian Salvato et Rossano Brasi)
  - Freccia dei Vini
  - 1re étape du Tour de la Vallée d'Aoste
  - 2e du Grand Prix de l'industrie, du commerce et de l'artisanat de Carnago
  - 2e du Tour de la Vallée d'Aoste

### Palmarès professionnel
- 1994
  - 2e du championnat d'Italie du contre-la-montre
- 1996
  - 1re étape du Tour d'Aragon

## Résultats sur les grands tours

### Tour de France
2 participations
- 1994 : abandon (18e étape)
- 1995 : abandon (3e étape)

### Tour d'Espagne
1 participation
- 1995 : 49e